# مکائوی آبی‌طلایی
ماکائوی آبی‌وزرد (Ara ararauna) معروف به ماکائوی آبی‌وطلایی، عضوی از گروهی بزرگ از طوطیان نوگرمسیری به نام ماکائوها می‌باشد. این نژاد در جنگل‌های انبوه و به‌خصوص در نواحی باتلاقی و نواحی نورگیر و کم درخت جنگل زیست می‌کند. در جنگل‌های گرمسیری امریکای جنوبی از ترینیداد و جنوب ونزوئلا تا جنوب برزیل، بولیوی و پاراگوئه زیستگاه این گونه محسوب می‌شود و محدوده‌ای دیگر از زیستگاه این پرنده در امریکای مرکزی که محدود به کشور پاناما می‌شود قرار دارد. این گونه در ترینیداد در خطر انقراض قرار گرفته‌است. در کشور پاراگوئه نیز در آستانه انقراض کلی قرار داشت اما همچنان هم می‌توان آن‌ها را یافت و گستردگی نسبتاً خوبی در بخش بزرگی از قاره امریکای جنوبی دارد.در شهر میامی در ایالات متحده، مرکزی برای ازدیاد نسل و پرورش این گونه وجود دارد. این دلیل باعث شد تا این گونه از خطر انقراض جدی به حداقل نگرانی ارتقا یابد.
طول این پرنده ممکن است به ۷۶ تا ۸۶ سانتی‌متر هم برسد.

## ویژگی‌ها
این پرندگان می‌توانند از ۷۶cm تا ۸۶cm یا (۲۹٫۹-۳۹٬۹اینچ) رشد کنند و وزنی معادل ۹۰۰ تا ۱۳۰۰ گرم (۲-۳ پوند) داشته باشند. ظاهر این پرنده را رنگ آبی در ناحیه بال و دم، رنگ آبی تیره در قسمت زیرین نوک، رنگ سبز در قسمت پیشانی و رنگ زرد طلایی که دیگر نقاط بدن پرنده را پوشانده تشکیل شده‌است. نوک پرنده رنگی سیاه داشته و قدرت بسیاری برای خرد کردن دانه و آجیل‌های سخت دارد. چهره پرنده برهنه و سفید رنگ بوده و گاهی از شدت هیجان به رنگ صورتی تغییر رنگ می‌دهد. خطوط منظمی از پرهای کوچک سفید و سیاه در حاشیه چشم در چهره برهنه پرنده این گونه را متمایز می‌کند. تنوع بسیار کمی در طیف رنگی بالها وجود دارد. بعضی از پرندگان بیشتر به رنگ نارنجی متمایل بوده و برخی دیگر نیز متمایل به رنگ زرد تیره به ویژه در ناحیه سینه هستند.این مورد آخر بیشتر در پرندگان ترینیداد و منطقه کارائیب دیده می‌شود به نظر می‌رسد که این موضوع به دلیل عوامل محیطی است. ماکائو آبی‌وطلایی از نوک نیرومند خود برای شکستن دانه‌ها و پوسته سخت آجیل‌ها و همچنین برای بالا رفتن از درختان استفاده می‌کنند.

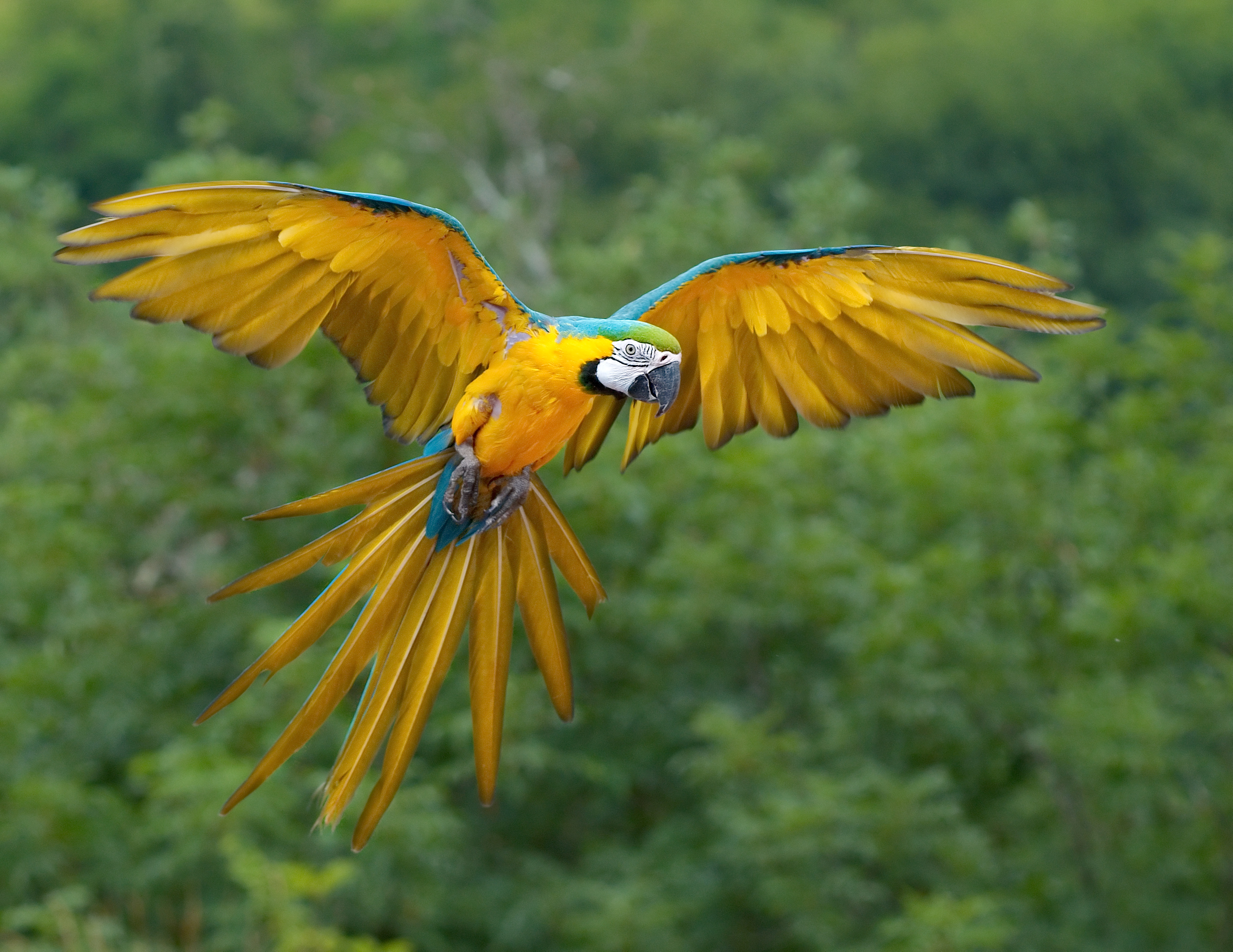
پارک پرندگان Jurong

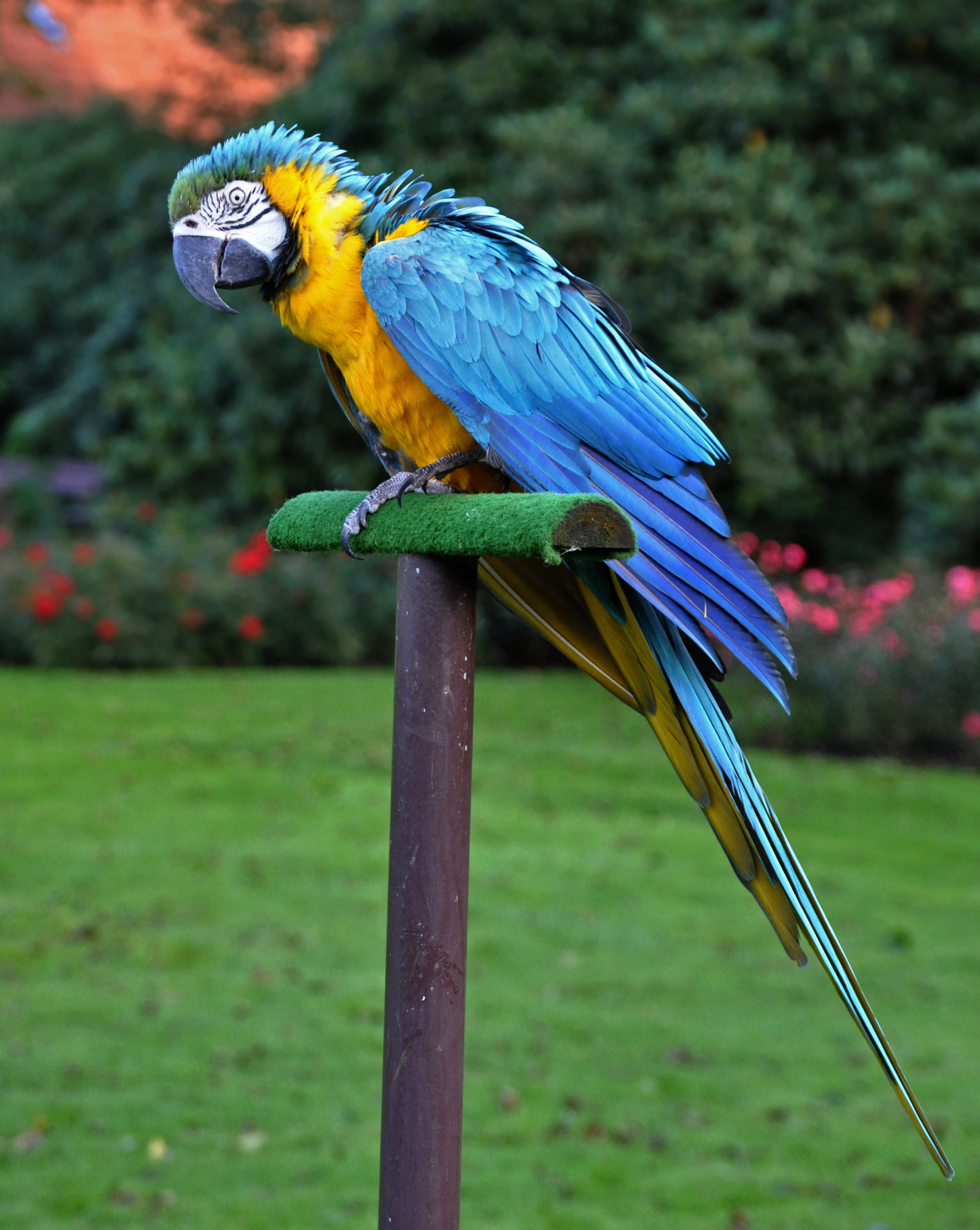
در پارک پرندگان Walsrode، آلمان

## تولید مثل
ماکائو آبی و زرد به‌طور کلی پرندگان اجتماعی هستند. لانه‌های خود را در حفره‌های درخت می‌سازند و به‌طور معمول ماده ۲ یا ۳ تخم می‌گذارد و ۲۸ روز بر روی آن‌ها می‌خوابد. جوجه‌های پردار ۹۰ روز پس از خارج شدن از تخم، لانه را ترک می‌کنند.

## نگهداری به عنوان حیوان خانگی
ماکائو آبی و زرد از جمله پرندگانی هستند که بسیاری خواهان نگهداری از آن‌ها هستند.این ویژگی تا حدودی به دلیل ظاهر و توانایی قابل توجه آن‌ها در سخن گفتن خلاصه می‌شود. با این حال این پرنده نسبتاً فضای زیادی را برای فعالیت و توجه بسیار زیادی را بیش از حیوانات سنتی خانگی مانند سگ و گربه مطلبند.
آنها بسیار باهوش و اجتماعی بوده و برای کسانی که بتوانند نیازهای پرنده را برآورده سازند و توجه زیادی را معطوف به وی کنند طوطی حیوان خانگی مناسبی است. ماکائو آبی و زرد انس و الفت بسیاری با صاحب خود می‌گیرند. (در اصطلاح به یکدیگر خو می‌گیرند) در فصل جفت‌گیری تمایل به تهاجم دارند (به‌طور معمول ۸-۶ هفته ابتدای فصل بهار)
ماکائو آبی طلایی حتی تمایل به فریاد و ایجاد صدای بلند دارند. برقراری ارتباط آن‌ها با یکدیگر در طبیعت نیز به خصوص در گروههای بزرگ با صداهای بلند می‌باشد. جویدن و خراب کاری بخشی از رفتار طبیعی آن‌ها می‌باشد و در اسارت نیز انتظار می‌رود. با توجه به اندازه بزرگ آن‌ها نیاز به فضای فراوان برای پرواز بوده که در آن به جست و خیز و پرواز بپردازند. با توجه به پروژه اعتماد جهانی طوطی محوطه نگهداری از این پرنده نباید کم تر از۱۵متر(۵۰ فوت) طول داشته باشد.
آنها نیاز به رژیم غذایی متنوعی دارند. رژیم غذایی دانه به تنهایی مشکلات سلامتی مانند کمبود ویتامین را در پی دارد. نمونه‌ای از یک رژیم غذایی مناسب شامل مخلوطی از دانه‌ها، آجیل‌ها و میوه‌های خشک شده به همراه سبزیجات تازه (سبزی و ریشه) و میوه به‌طور منظم در برنامه غذایی می‌باشد.همچنین می‌توان به عنوان خوراکی‌های تشویقی برای خو گرفتن با صاحب انسان از غذاهای سالمی نظیر ماکارونی، نان و... استفاده نمود.

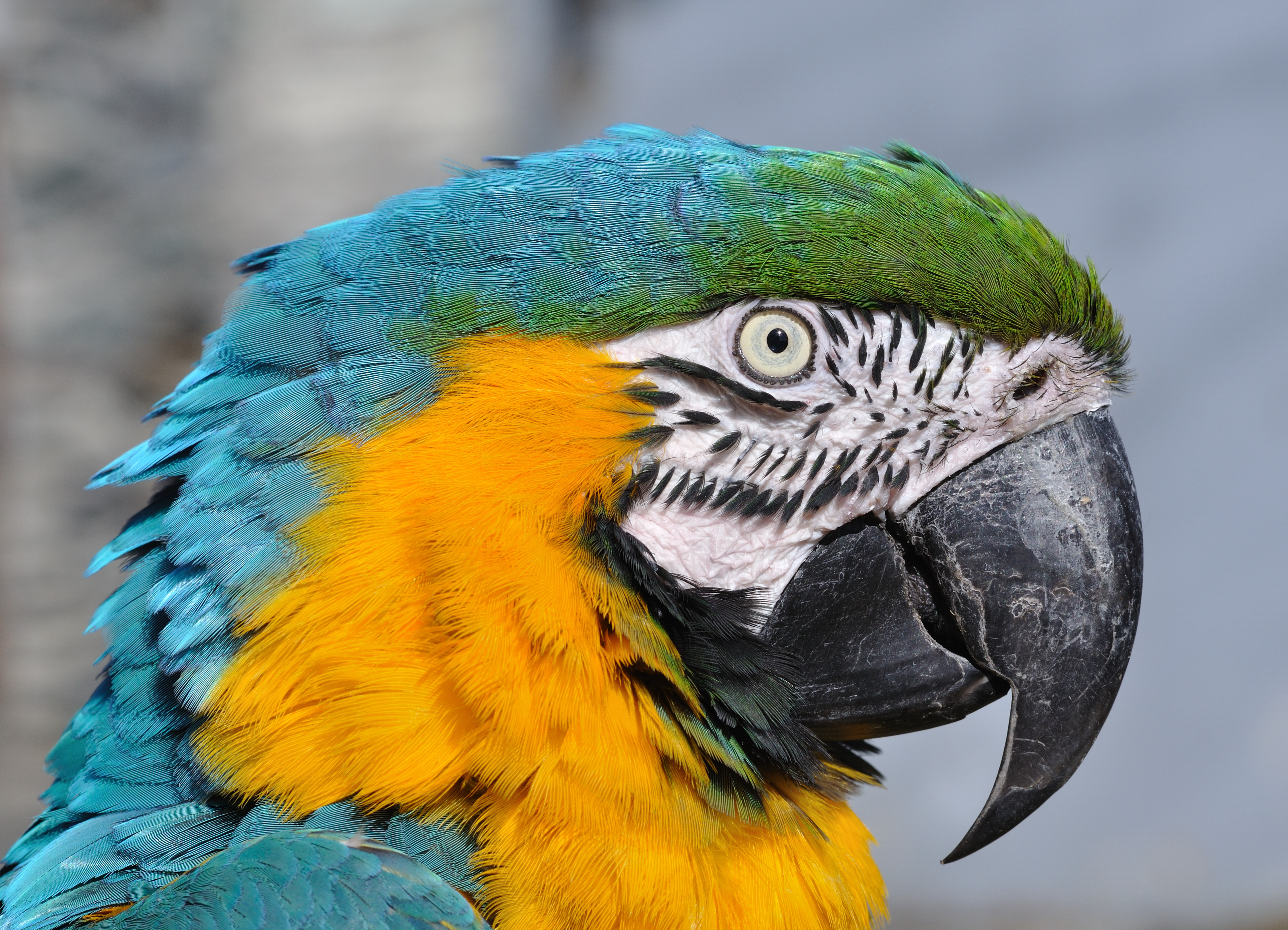
ماکائو آبی طلایی - تصویر سر با جزییات

به‌طور کلی مهم است که از غذاهایی با چربی بالا اجتناب شود در حالیکه طیف وسیعی از غذاها برای انتخاب جیره غذایی وجود دارد. برخی از غذاها وجود دارند که برای طوطی سانان و به‌طور کلی پرندگان سمی و مضر هستند. گیلاس و بسیاری دیگر از خانواده گل سرخیان غنچه‌ها و دانه‌ها، آووکادو، شکلات و کافئین از جمله خوراکی‌های مضر برای طوطی هستند. شکلات و کافئین متابولیزه نبوده (قابل هضم نمی‌باشد) همانطور که در انسان‌ها نیز دیر هضم می‌باشند. گل سرخیان دارای سیانید گلوکز می‌باشند و آووکادو حاوی مواد ضد قارچ بوده و در نتیجه برای پرندگان ماده سمی به حساب می‌آید. غذاهای سالم شامل پرتقال، سیب، انگور، بادام زمینی، گردو و تخمه آفتابگردان می‌باشند.

## نگارخانه

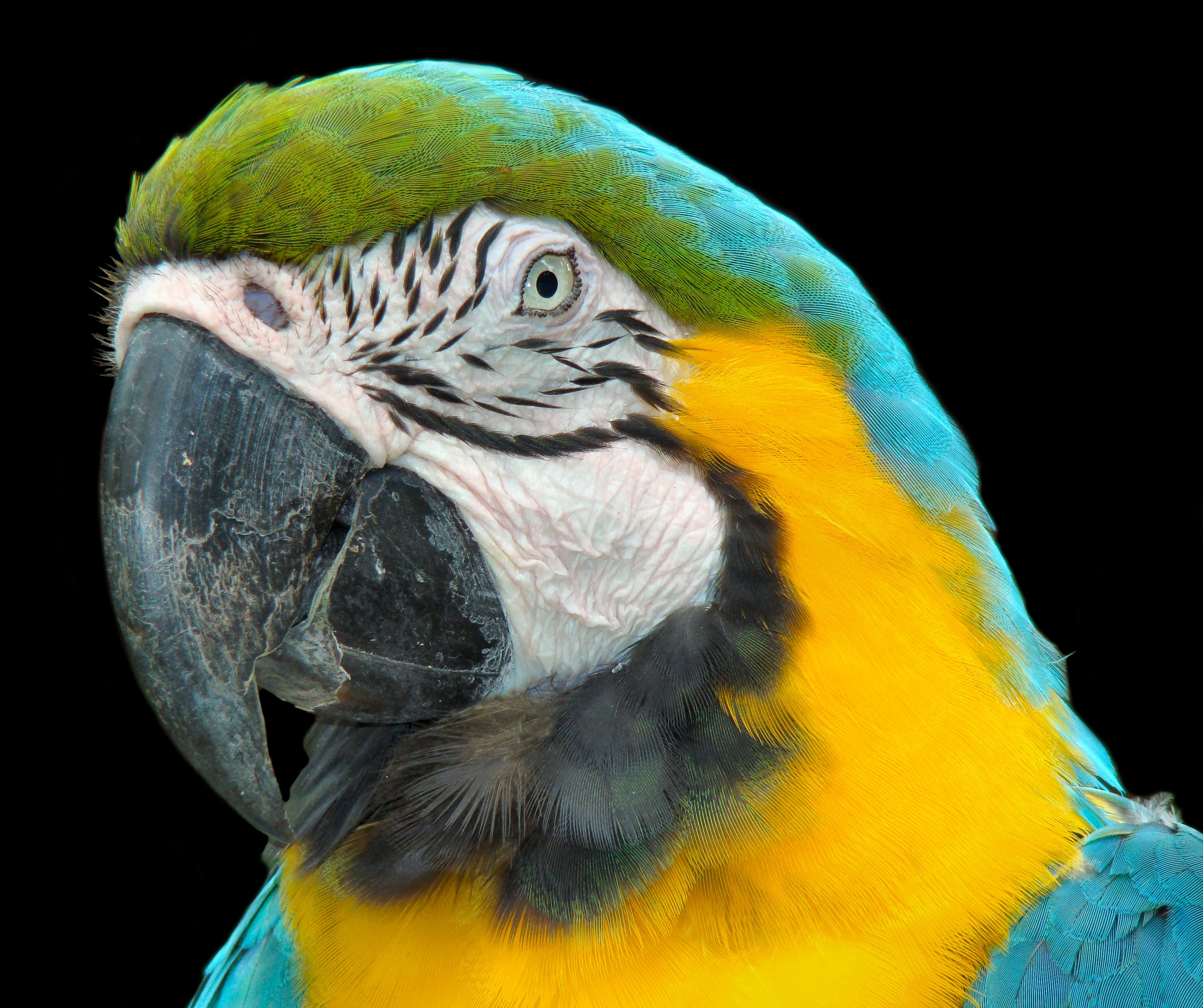
سر با جزئیات. پارک پرندگان جورونگ، سنگاپور.
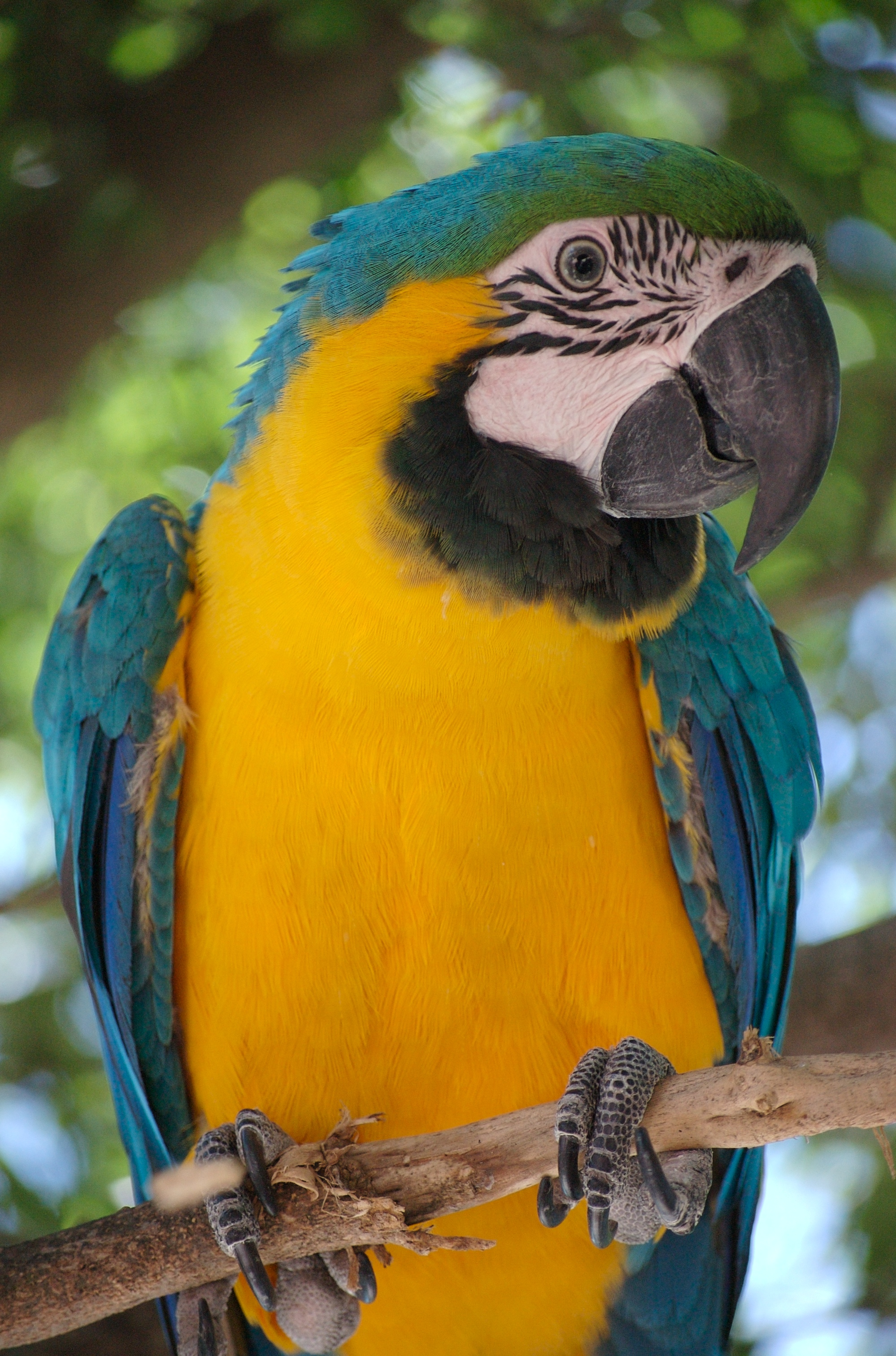
بر روی درخت باغ وحش لوخان، آرژانتین
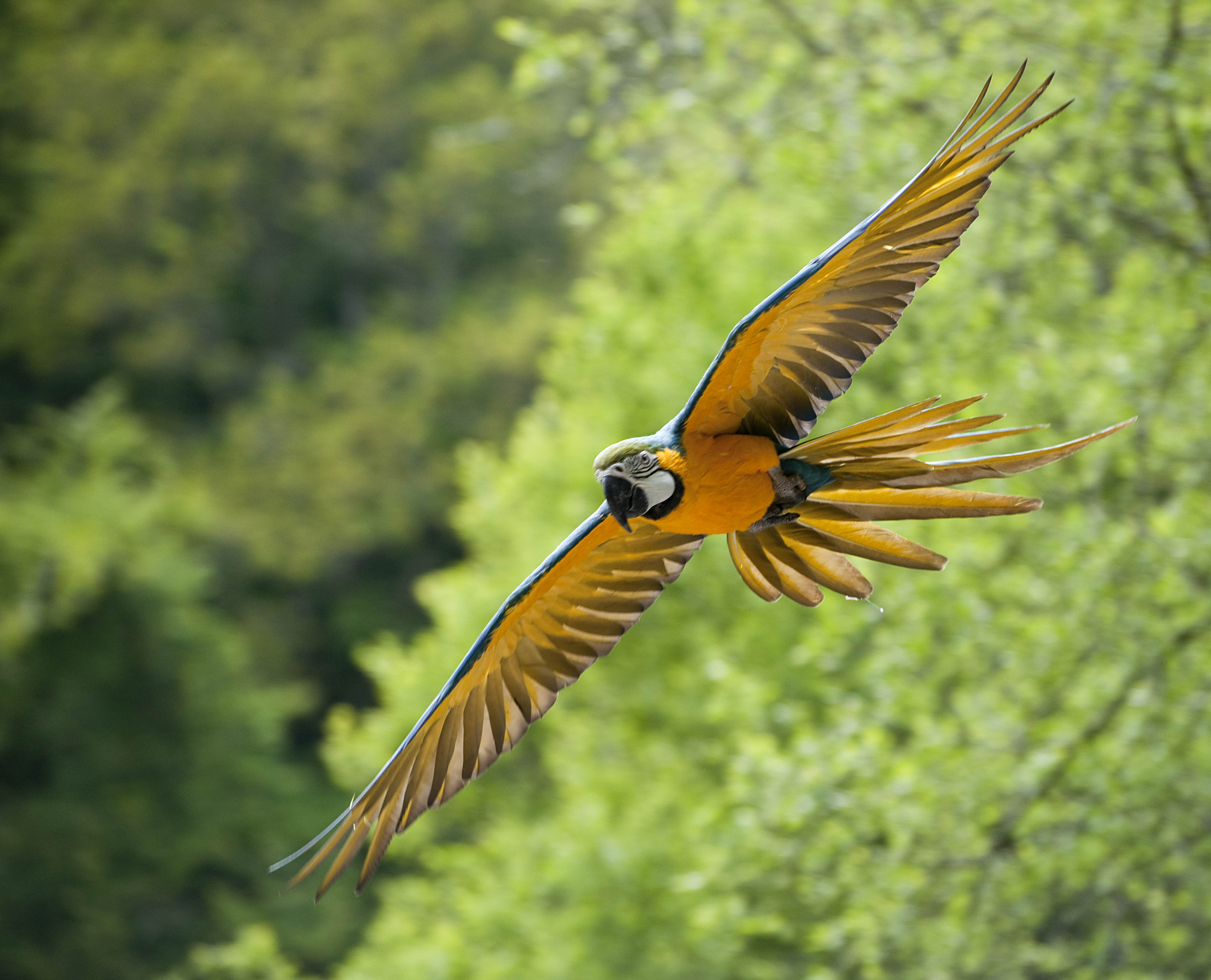
پرواز در باغ وحش پونت‌اسکورف، موربیهان، فرانسه
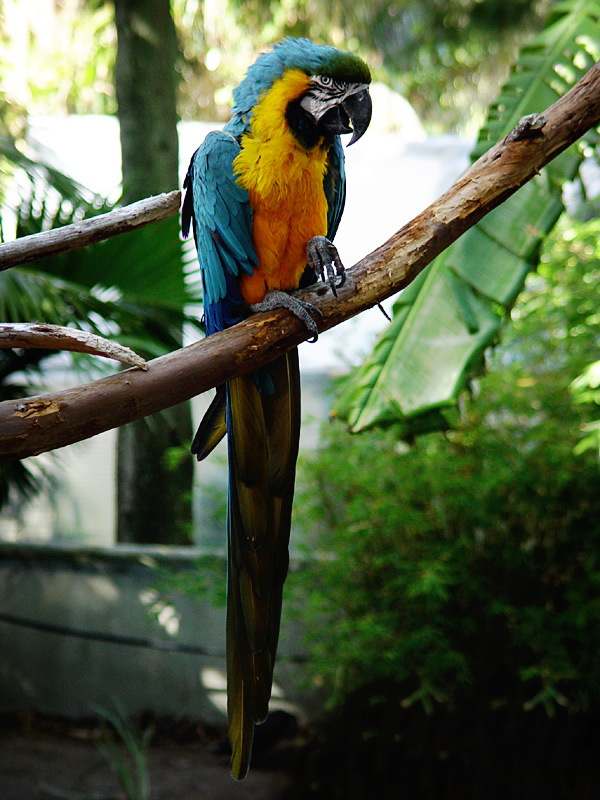
در جهانی از پرندگان، کیپ تاون، آفریقای جنوبی
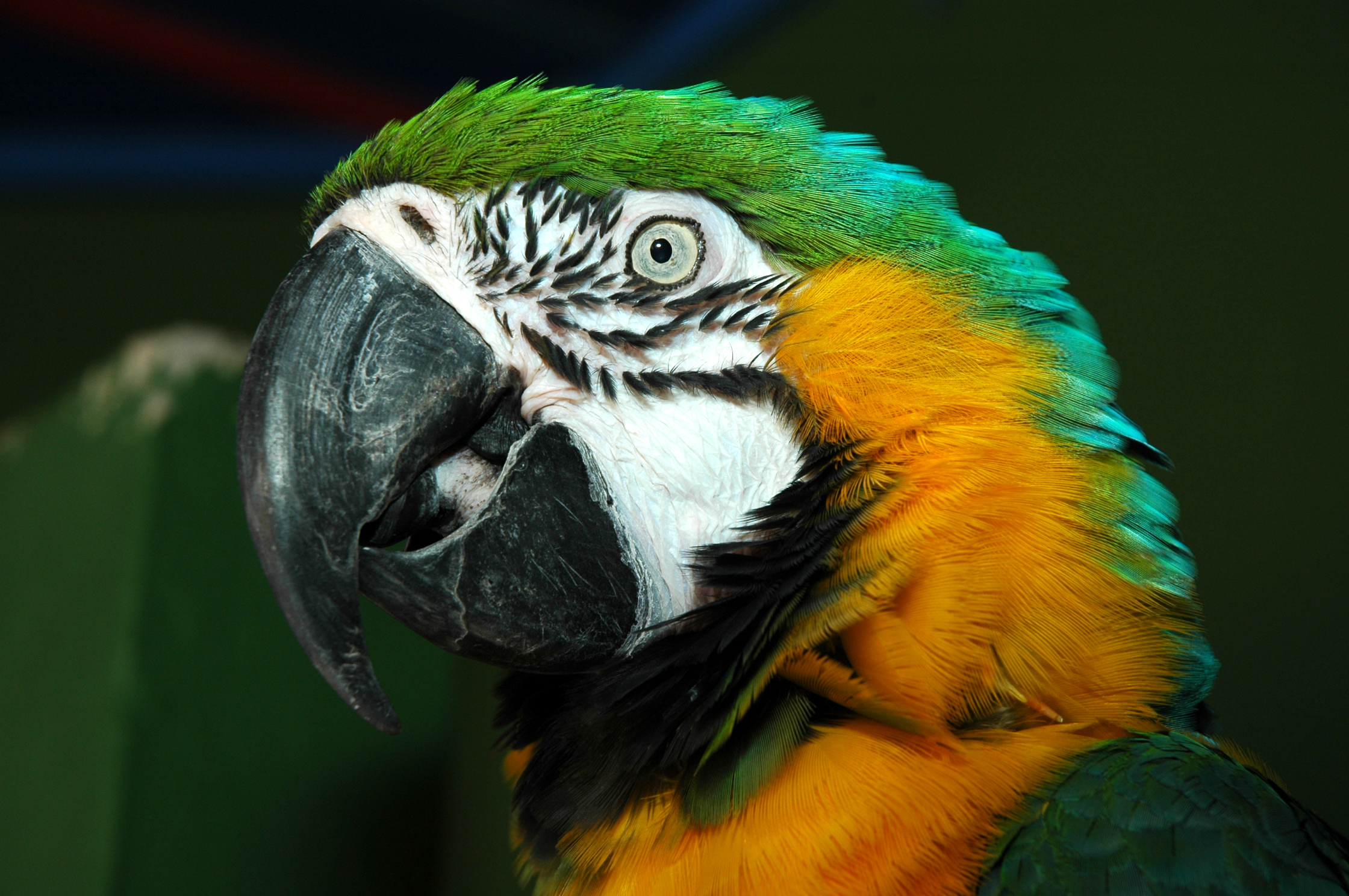
جزئیات تصویر سر پرنده قناری (اسپانیا)
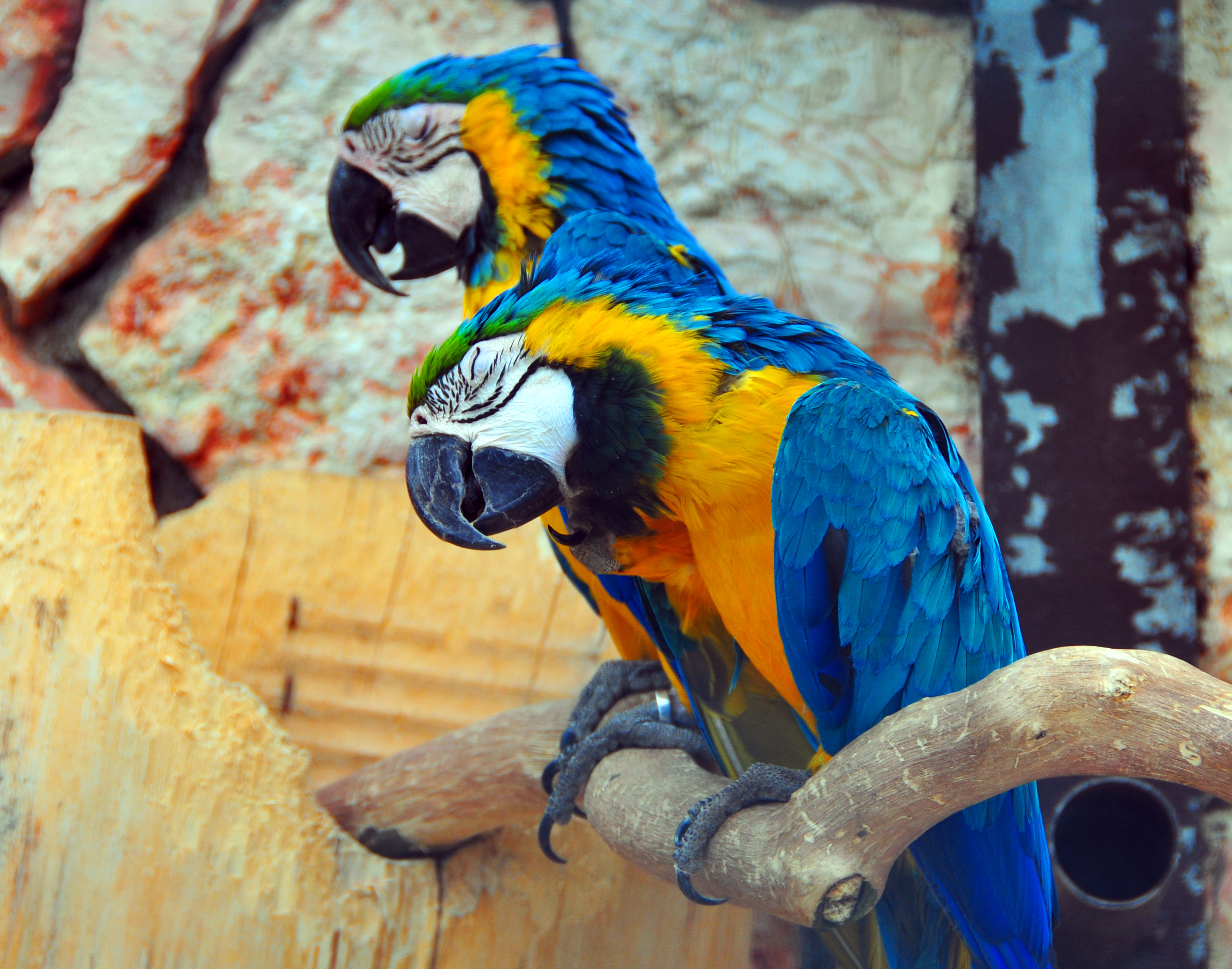
جفت خواب آلود در پارک پرندگان والسروده، آلمان
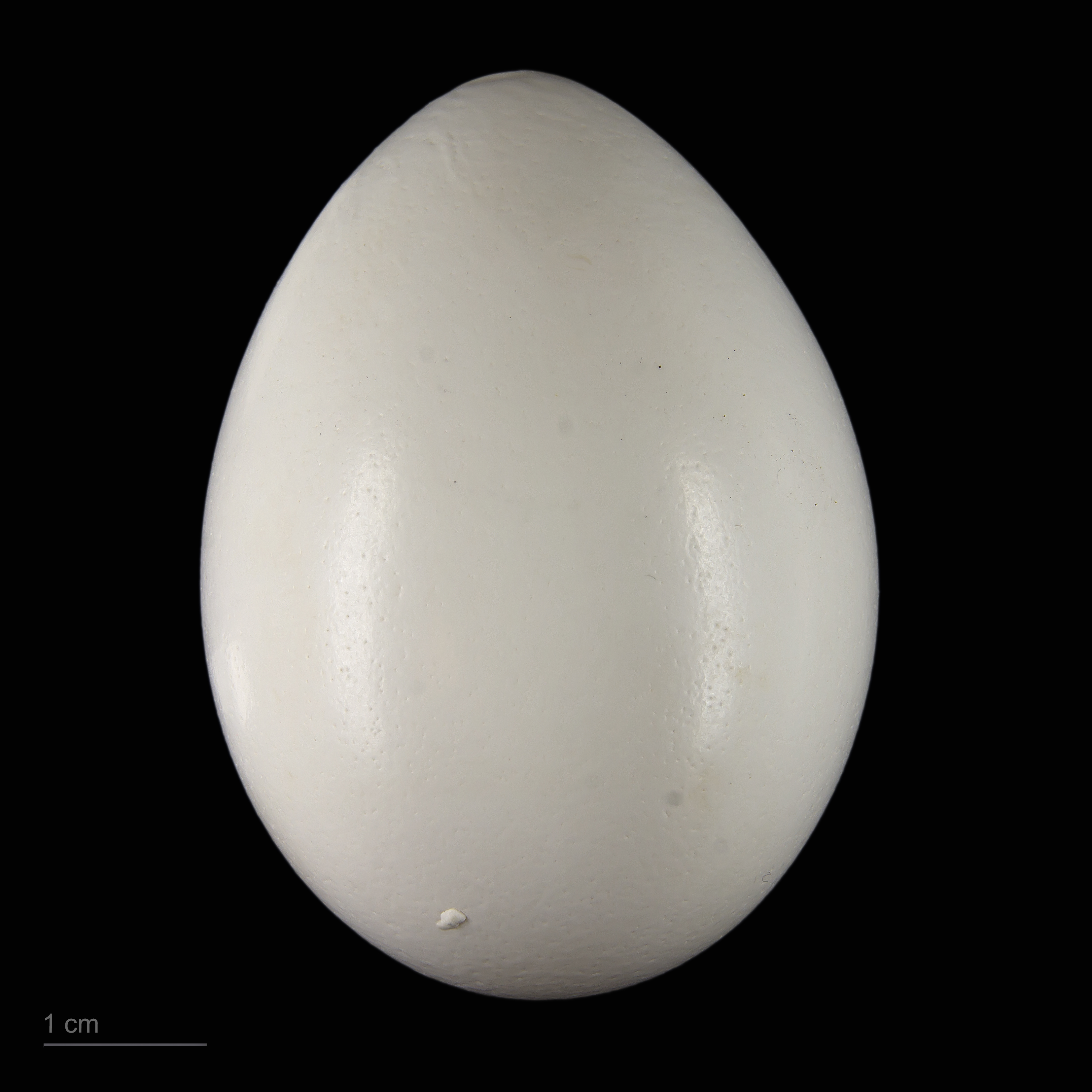
Museum specimen